# Prix littéraires 2004
Liste des prix littéraires décernés au cours de l'année 2004 :

## Prix internationaux
- Prix Nobel de littérature : Elfriede Jelinek[1] (Autriche)
- Prix des cinq continents de la francophonie : Mathias Énard[2] (France) pour La Perfection du tir
- Prix Jean-Arp de littérature francophone : Jean Mambrino (France)
- Grand prix de littérature du Conseil nordique : Kari Hotakainen[3] (Finlande) pour Rue de la Tranchée
- Grand prix Afrique : Sami Tchak (Togo) pour La Fête des masques. Mentions spéciales : Mahamoudou Ouédraogo (Burkina Faso) pour Roogo et Almamy Maliki Yattara et Bernard Salvaing pour Almamy. L'âge d'homme d'un lettré malien.
- Prix littéraire international de Dublin : Tahar Ben Jelloun (Maroc) pour Cette aveuglante absence de lumière[4]
- Prix Carbet de la Caraïbe et du Tout-Monde : Jamaica Kincaid[5] (Antigua-et-Barbuda) pour Mr. Potter (trans. Juan Castillo Plaza)
- Prix Tropiques : Salim Bachi (Algérie) pour La Kahéna[6]
- Prix SACD de la dramaturgie francophone : Gustave Akakpo (Togo) pour La Mère trop tôt et Suzie Bastien (Canada) pour Lukalila
- Prix Eeva-Joenpelto : Herbjørg Wassmo (Norvège)[7],[8]
- Neustadt International Prize for Literature : Adam Zagajewski (Pologne)
- Prix commémoratif Astrid-Lindgren : Lygia Bojunga Nunes (Brésil)[9]

## Allemagne
- Prix Georg-Büchner : Wilhelm Genazino[10]
- Prix Friedrich-Hölderlin : Johannes Kühn[11]

## Belgique
- Prix Victor Rossel : Isabelle Spaak, pour Ça ne se fait pas[12]
- Prix Victor Rossel des jeunes : Élisa Brune et Edgard Gunzig, pour Relations d'incertitude[13]
- Prix littéraires de la Communauté française de Belgique :
  - Prix triennal de poésie : William Cliff, pour Adieu patries
  - Prix de la traduction littéraire : Romain Laroche
  - Prix du rayonnement des lettres à l'étranger : Éric Lysøe
  - Prix Renaissance de la Nouvelle : Georges Thinès, pour Le Voyageur lacunaire
- Prix Marcel Thiry : La Grande Nuit de André-Marcel Adamek

## Canada
- Grand prix du livre de Montréal : David Solway pour Franklin's Passage
- Prix Athanase-David : Naïm Kattan
- Prix littéraires du Gouverneur général 2004 :
  - Catégorie « Romans et nouvelles de langue anglaise » : Miriam Toews pour A Complicated Kindness (Drôle de tendresse)
  - Catégorie « Romans et nouvelles de langue française » : Pascale Quiviger pour Le Cercle parfait
  - Catégorie « Poésie de langue anglaise » : Roo Borson pour Short Journey Upriver Toward Oishida
  - Catégorie « Poésie de langue française » : André Brochu pour Les Jours à vif
  - Catégorie « Théâtre de langue anglaise » : Morris Panych pour Girl in the Goldfish Bowl
  - Catégorie « Théâtre de langue française » : Emma Haché pour L'Intimité
  - Catégorie « Études et essais de langue anglaise » : Roméo Dallaire pour Shake Hands With the Devil: The Failure of Humanity in Rwanda (J'ai serré la main du diable)
  - Catégorie « Études et essais de langue française » : Jean-Jacques Simard pour La Réduction: l’Autochtone inventé et les Amérindiens d’aujourd’hui
- Prix Giller : Alice Munro pour Runaway (Fugitives)
- Prix Jean-Hamelin : Lise Tremblay pour La Héronnière
- Prix Robert-Cliche : Reine-Aimée Côté pour Les Bruits

## Chili
- Prix national de Littérature : Armando Uribe (1933-)

## Corée du Sud
- Prix de l'Association des poètes coréens : Shin Dal-ja pour Je vous rencontre enfin
- Prix Daesan
  - Catégorie « Poésie » : Lee Seong-bok pour Les choses non dites
  - Catégorie « Roman » : Yun Heunggil pour Sur la route de Soradan
  - Catégorie « Drame » : Park Sang-hyun pour 405호 아줌마는 참 착하시다
  - Catégorie « Critique » : Hwang Gwang-soo pour 길 찾기, 길 만들기
  - Catégorie « Traduction » : Park Hwang-bae pour A vista de cuervo y otros poemas
- Prix Dong-in : Kim Young-ha pour Fleur noire
- Prix de littérature contemporaine (Hyundae Munhak)
  - Catégorie « Poésie » : Kim Sun-Woo pour 피어라, 석유!
  - Catégorie « Roman » : Song Sokze pour 내 고운 벗님
  - Catégorie « Critique » : Kwon Oryong pour 비하(飛下/卑下)의 상상력이 우리에게 묻는 것-배수아의 『일요일 스키야키 식당』
- Prix Gongcho : Chong Hyon-jong pour Écouter
- Prix Hwang Sun-won : Kim Young-ha pour Le bateau trésor
- Prix Jeong Ji-yong : Moon Chung-hee pour 돌아가는 길
- Prix Kim Soo-young : Hwang In-suk pour 자명한 산책
- Prix Manhae : Hwang Sok-yong, catégorie « Littérature »
- Prix Midang : Kim Ki-taek pour 어떻게 기억해냈을까
- Prix Poésie contemporaine : Lee Deog-gyu
- Prix de poésie Sowol : Park Chung-dae pour 아무르 강가에서
- Prix Yi Sang : Kim Hoon pour Crémation

## Danemark
- Prix Hans Christian Andersen : Martin Waddell (Irlande)

## Espagne
- Prix Cervantes : Rafael Sánchez Ferlosio
- Prix Prince des Asturies : Claudio Magris
- Prix Nadal : Antonio Soler, pour El camino de los ingleses (es)
- Prix Planeta : Lucía Etxebarría, pour Un milagro en equilibrio
- Prix national des lettres espagnoles : Félix Grande
- Prix national de Narration : Juan Manuel de Prada, pour La vida invisible
- Prix national de poésie : Chantal Maillard, pour Matar a Platón
- Prix national de l'essai : Javier Gomá (es), pour Imitación y experiencia
- Prix national de Littérature dramatique : José Sanchis Sinisterra, pour Terror y miseria en el primer franquismo
- Prix national de Littérature infantile et juvénile : Gustavo Martín Garzo, pour Tres cuentos de hadas
- Prix Adonáis de Poésie : José Martínez Ros (es), pour La enfermedad
- Prix Anagrama : Jordi Gracia, pour La resistencia silenciosa. Fascismo y cultura en España
- Prix Loewe : Déclaré vacant — retiré à Antonio Gracia, pour Devastaciones, sueños
- Prix de la nouvelle courte Casino Mieres : Javier Rodríguez Pérez-Rasilla, pour Lavapies Ultramarinos
- Prix d'honneur des lettres catalanes : Joan Francesc Mira (écrivain)
- Prix national de littérature de la Generalitat de Catalogne : Emili Teixidor
- Journée des lettres galiciennes : Xaquín Lorenzo
- Prix de la critique Serra d'Or : 
  - Francesc Folquet, pour María Àngels Anglada. Passió per la memòria, biographie/mémoire.
  - Josep Romeu i Figueras (ca), pour El quadern de memòries, biographie/mémoire.
  - Susanna Rafart, pour La inundació, recueil de nouvelles.
  - Ramon Monton i Lara (ca), pour El nyèbit (ca), roman.
  - Carles Duarte i Montserrat (ca), pour El centre del temps, recueil de poésie.
  - Jaume Ferrer i Anna Gil, pour la traduction du recueil de poésie Khamriyyat. Poesía bàquica d'Abú-Nuwàs.

## États-Unis
- National Book Award : 
  - Catégorie « Fiction » : Lily Tuck pour The News from Paraguay (Paraguay)
  - Catégorie « Essais» : Kevin Boyle pour Arc of Justice
  - Catégorie « Poésie » : Jean Valentine pour Door in the Mountain: New and Collected Poems, 1965-2003
- Prix Agatha : 
  - Catégorie « Meilleur roman » : Carolyn Hart pour Letter From Home
  - Catégorie « Meilleure nouvelle » :
- Prix Hugo :
  - Prix Hugo du meilleur roman : Paladin des âmes (Paladin of Souls) par Lois McMaster Bujold
  - Prix Hugo du meilleur roman court : Cookie Monster (The Cookie Monster) par Vernor Vinge
  - Prix Hugo de la meilleure nouvelle longue : Les Légions du temps (Legions in Time) par Michael Swanwick
  - Prix Hugo de la meilleure nouvelle courte : Une étude en vert (A Study in Emerald) par Neil Gaiman
- Prix Locus :
  - Prix Locus du meilleur roman de science-fiction :Ilium (Ilium) par Dan Simmons
  - Prix Locus du meilleur roman de fantasy : Paladin des âmes (Paladin of Souls) par Lois McMaster Bujold
  - Prix Locus du meilleur roman pour jeunes adultes : Les Ch'tits Hommes libres (The Wee Free Men) par Terry Pratchett
  - Prix Locus du meilleur premier roman : Dans la dèche au royaume enchanté (Down and Out in the Magic Kingdom) par Cory Doctorow
  - Prix Locus du meilleur roman court : Cookie Monster (The Cookie Monster) par Vernor Vinge
  - Prix Locus de la meilleure nouvelle longue : Une étude en vert (A Study in Emerald) par Neil Gaiman
  - Prix Locus de la meilleure nouvelle courte : L'Heure de la fermeture (Closing Time) par Neil Gaiman
  - Prix Locus du meilleur recueil de nouvelles : Changements de plans (Changing Planes) par Ursula K. Le Guin
- Prix Nebula :
  - Prix Nebula du meilleur roman : Paladin des âmes (Paladin of Souls) par Lois McMaster Bujold
  - Prix Nebula du meilleur roman court : La Peste du léopard vert (The Green Leopard Plague) par Walter Jon Williams
  - Prix Nebula de la meilleure nouvelle longue : Basement Magic par Ellen Klages
  - Prix Nebula de la meilleure nouvelle courte : Coming to Terms par Eileen Gunn
- Prix Pulitzer :
  - Catégorie « Fiction » : Edward P. Jones pour The Known World (Le Monde connu)
  - Catégorie « Biographie et Autobiographie » : William Taubman pour Khrushchev: The Man and His Era (Khrouchtchev : L'homme et son ère)
  - Catégorie « Essai » : Anne Applebaum pour Gulag: A History (Goulag. Une histoire)
  - Catégorie « Histoire » : Steven Hahn pour A Nation Under Our Feet
  - Catégorie « Poésie » : Franz Wright pour Walking to Martha's Vineyard
  - Catégorie « Théâtre » : Doug Wright pour I Am My Own Wife

## Finlande
- Prix Aleksis-Kivi : non décerné
- Prix Kalevi-Jäntti : Mikko Rimminen pour Pussikaljaromaani
- Prix Eino-Leino : Veijo Meri
- Prix de la littérature de l'État finlandais : Lars Sund pour Eriks bok
- Prix littéraire de la ville de Tampere : Mirkka Rekola Valekuun reitti, Tuula Kallioniemi Nikolai Kärpäsen ihmeellinen talvi
- Prix Tollander : Carl Jacob Gardberg
- Prix Rudolf-Koivu : non décerné
- Prix Topelius : Ritva Toivola pour Kummitusjuna
- Prix Mikael-Agricola : Anna-Maija Viitanen
- Médaille Anni-Swan : non décerné
- Prix d'écriture Juhana-Heikki-Erkko : Kaisu Tuomaala
- Médaille Kiitos kirjasta : Rakel Liehu pour Helene
- Prix Arvid-Lydecken : Kaija Pispa pour Titulein taikasanat
- Prix Kaarle : Paula Havaste
- Prix Pehr-Evind-Svinhufvud : Annika Latva-Äijö pour Lotta Svärdin synty
- Prix du grand club du livre finlandais : non décerné
- Prix Pirkanmaan-Plättä : Sinikka Nopola et Tiina Nopola pour Risto Räppääjä ja sitkeä finni
- Prix Väinö Linna : non décerné
- Prix Pääskynen : non décerné
- Prix Atorox : Anne Leinonen pour Valkeita lankoja
- Prix Finlandia : Helena Sinervo pour Runoilijan talossa
- Prix Pikku-Finlandia : Tomi Luonio
- Prix Tieto-Finlandia : Elina Sana pour Luovutetut. Suomen ihmisluovutukset Gestapolle
- Prix Lea : non décerné
- Prix Tähtivaeltaja : Super-Cannes par J. G. Ballard
- Prix de l'ours dansant : Merja Virolainen pour Olen tyttö, ihanaa!
- Prix littéraire Helsingin-Sanomat : Sanna Karlström pour Taivaan mittakaava
- Prix du livre chrétien de l'année : Juha Pihkala
- Prix Laivakello : Katri Manninen
- Prix Finlandia Junior : Riitta Jalonen
- Prix Runeberg : Rakel Liehu pour Helene
- Prix Vuoden johtolanka : Matti Yrjänä Joensuu pour Harjunpää ja pahan pappi
- Prix Kaarina-Helakisa : Maikki Harjanne
- Prix Nuori Aleksis : non décerné

## France
- Prix Goncourt : Laurent Gaudé pour Le Soleil des Scorta
  - Prix Goncourt du premier roman : Françoise Dorner pour La Fille du rang derrière
  - Prix Goncourt des lycéens : Philippe Grimbert pour Un secret
- Prix Médicis : Marie Nimier pour La Reine du silence
  - Prix Médicis étranger : Aharon Appelfeld (Israël) pour Histoire d'une vie
  - Prix Médicis essai : Aurore et George de Diane de Margerie
- Prix Femina : Jean-Paul Dubois pour Une vie française
  - Prix Femina étranger : Hugo Hamilton pour Sang impur
- Prix Renaudot : Irène Némirovsky pour Suite française (Denoël)
- Prix Interallié : Florian Zeller pour La Fascination du pire (Flammarion)
- Grand prix du roman de l'Académie française : Bernard du Boucheron pour Court Serpent (Gallimard)
- Prix de l'Académie française Maurice-Genevoix : Daniel Maximin pour Tu, c'est l'enfance
- Grand prix de la francophonie : Albert Memmi
- Prix des Deux-Magots : Adrien Goetz pour La Dormeuse de Naples
- Prix du Roman populiste : Laurent Gaudé pour Le Soleil des Scorta
- Prix France Culture : Georges-Arthur Goldschmidt pour Le Poing dans la bouche
- Prix du Livre Inter : Patrick Lapeyre pour L'Homme-sœur
- Grand prix RTL-Lire : Fred Hamster et Madame Lilas de Philippe Delepierre
- Prix du Quai des Orfèvres : Sylvie M. Jema pour Les Sarments d'Hippocrate
- Prix Jean-Monnet de littérature européenne du département de la Charente : Angel Wagenstein (Bulgarie) pour Adieu Shanghai[14]
- Grand prix des lectrices de Elle : Philippe Claudel, pour Les Âmes grises (Stock)
- Grand prix de l'Imaginaire « Roman » : Fabrice Colin pour Dreamamericana
- Grand prix de l'Imaginaire « Roman étranger » : Robert Holdstock pour Celtika
- Grand prix de l'Imaginaire « Nouvelle » : Jean-Jacques Girardot pour Dédales virtuels
- Grand prix de l'Imaginaire « Nouvelle étrangère » : Peter Soyer Beagle pour Le Rhinocéros qui citait Nietzsche
- Prix des libraires : François Vallejo pour Groom
- Prix Décembre : Philippe Forest pour Sarinagara
- Prix du roman Fnac : Une vie française de Jean-Paul Dubois
- Prix Rosny aîné « Roman » : Roland C. Wagner pour La Saison de la sorcière
- Prix Rosny aîné « Nouvelle » : Claude Ecken pour Fragments lumineux de disque d'accrétion
- Prix de Flore : Bruce Benderson pour Autobiographie érotique
- Prix Hugues-Capet :
- Prix de la Vocation en poésie : Linda Maria Baros pour Le Livre de signes et d’ombres (Cheyne éditeur)
- Prix Utopia : Michael Moorcock pour l’ensemble de son œuvre
- Prix RFO du livre : Gary Victor (Haïti) pour Je sais quand Dieu vient se promener dans mon jardin

## Italie
- Prix Strega : Ugo Riccarelli,	Il dolore perfetto (Mondadori)
- Prix Bagutta : Franco Cordero (it), Le strane regole del sig. B, (Garzanti)
- Prix Campiello : Paola Mastrocola, Una barca nel bosco
- Prix Napoli : Gian Mario Villalta, Tuo figlio (Mondadori)
- Prix Stresa : Antonia Arslan - La masseria delle allodole, (Rizzoli)
- Prix Viareggio :
  - Roman : Edoardo Albinati, Svenimenti
  - Essai : Andrea Tagliapietra, La virtù crudele
  - Poésie : Livia Livi, Antifona

## Monaco
- Prix Prince-Pierre-de-Monaco : Philippe Beaussant

## Norvège
- Prix Brage :
  - Catégorie « Fiction pour adultes » : Hanne Ørstavik, Presten
  - Catégorie « Livre pour les enfants et la jeunesse » : Harald Rosenløw Eeg, Yatzy
  - Catégorie « Livre de non-fiction » : Tor Bomann-Larsen, Folket. Haakon & Maud II
  - Catégorie « Ouverte » : Arne Lygre pour le recueil Tid inné (Nouvelle)
  - Catégorie « Prix d'honneur » : Centre de littérature norvégienne de fiction et de non-fiction à l'étranger

## Royaume-Uni
- Prix Booker : Alan Hollinghurst pour The Line of Beauty (La Ligne de beauté)
- Prix James Tait Black :
  - Fiction : David Peace pour GB84 (GB 84)
  - Biographie : Jonathan Bate pour John Clare: A Biography
- Orange Prize for Fiction : Andrea Levy pour Small Island (Hortense et Queenie)
- Prix WH Smith : Richard Powers pour The Time of Our Singing (Le temps où nous chantions)
- Prix John-Llewellyn-Rhys : Jeux d'enfants de Jonathan Trigell
- Médaille Carnegie : Frank Cottrell Boyce pour Millions
- Prix Rose-Mary-Crawshay : 
  - Maud Ellmann pour Elizabeth Bowen: The Shadow Across the Page
  - Anne Stott pour Hannah More: The First Victorian
- Prix Somerset-Maugham : Charlotte Mendelson pour Daughters of Jerusalem, Robert Macfarlane pour Mountains of the Mind

## Russie
- Prix Booker russe : Vassili Axionov pour À la Voltaire

## Suisse
- Prix Lipp Suisse : Yvette Z'Graggen pour Un étang sous la glace
- Prix Ahmadou-Kourouma : Esther Mujawayo et Souâd Belhaddad, pour Survivantes. Rwanda, dix ans après le génocide (éditions de l'Aube).